# Хэй, Томас, 7-й граф граф Кинньюл
Томас Хэй, 7-й граф Кинньюл (англ. Thomas Hay, 7th Earl of Kinnoull; 1660 — 5 января 1719) — шотландский пэр и консервативный политик. Он был известен под титулом учтивости — виконт Дапплин в 1697—1709 годах.

## Биография

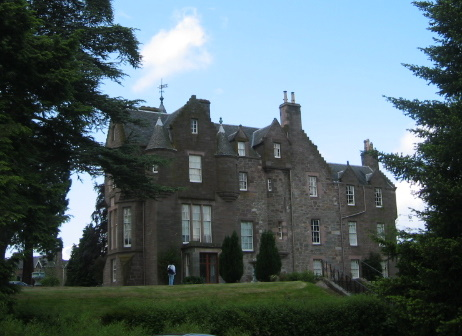
Замок Балхаузи

Второй сын Джорджа Хэя (? — 1672) и Марион Николсон. Потомок Питера Хэя из Раттрея (? — ок. 1629), Пертшир (младший брат Джорджа Хэя, 1-го графа Кинньюла), и Маргарет Бойд.
Томас Хэй был членом партии тори в парламенте Шотландии от округа Пертшир в 1693—1697 годах. Для него был создан титул 1-го виконта Дапплина 31 декабря 1697 года. Он проживал в семейном поместье — замке Балхаузи.
Уильям Хэй, 6-й граф Кинньюл (? — 1709), сторонник короля Якова II Стюарта, отказался от своих титулов после отречения короля. Уильяму было присвоено пожизненное звание пэра королевой Анной Стюарт, а после его смерти 10 мая 1709 года титулы перешли к Томасу.
Он был комиссаром по заключению Акта об унии между Англии и Шотландии в 1707 году. Он заседал в первом парламенте Великобритании в качестве одного из 16-ти пэров-представителей в 1710—1714 годах.
Граф Кинньюл и его наследник были ненадолго заключены в тюрьму в Эдинбургский замок по подозрению в симпатии к якобитам в течение восстание 1715 года.

## Брак и дети
20 декабря 1683 года Томас Хэй женился на леди Элизабет Драммонд (умерла 21 марта 1695), дочери Уильям Драммонд, 1-го виконта Стреттелана, и Элизабет Джонстон. У них было пятеро детей:
- Леди Маргарет Хэй (30 сентября 1686 — 26 апреля 1707), муж с 1703 года Джон Эрскин, 6-й граф Мар (1675—1732)
- Леди Элизабет Хэй (ум. 1723), муж с 1714 года Джеймс Огилви, 5-й граф Финдлатер (ок. 1689—1764)
- Джордж Генри Хэй, 8-й граф Кинньюл (23 июня 1689 — 28 июля 1758), женился на леди Эбигейл Харли
- Уильям Хэй, умер до 1711 года
- Полковник Джон Хэй из Кромликса (1691 — 24 сентября 1740), получил якобитские титулы 1-го графа Инвернесса (1718) и 1-го герцога Инвернесса (1727).

## Титулатура
- 7-й граф Кинньюл (с 10 мая 1709)
- 7-й виконт Дапплин (с 10 мая 1709)
- 7-й лорд Хэй из Кинфаунса (с 10 мая 1709)
- 1-й виконт Дапплин (с 31 декабря 1697).